# The Shoes
The Shoes — французский музыкальный коллектив, записывающий танцевальный инди-поп. Образован в Реймсе в 2007 году авторами песен и продюсерами Гийомом Бриером (Guillaume Brière) и Бенжаменом Лебо (Benjamin Lebeau).

## История
До создания The Shoes Лебо и Бриер были участниками рок-группы The Film, сформированной в Бордо в 2005 году. Гийом Бриер также входит в состав дуэта G. Vump вместе с диджеем Brodinski.
В 2008 году на их композиции, которые музыканты размещали в Интернете, обратил внимание Деннис Бонс, продюсер из Лондона, и вскоре на его небольшом лейбле 50 Bones был выпущен дебютный сингл The Shoes «Knock Out». В октябре того же года их трек «Let’s Go» вошёл в шестой выпуск серии музыкальных сборников Maison, издаваемых лейблом Kitsuné. 4 ноября 2009 года специально для японских поклонников, которые «просто не могли больше ждать», группа выпустила альбом Scandal!, который вошёл в чарт Oricon.
В 2010 году дуэт выступил в качестве сопродюсера песни «Help Myself (Nous ne faisons que passer)» в исполнении французского певца, вокалиста рок-группы Louise Attaque Гаэтана Русселя; выпущенная на сингле, она добралась до четвёртой строки национального хит-парада Франции и была номинирована на премию «Виктуар де ля мюзик». Кроме того, The Shoes сотрудничали с Шакирой, Рафаэлем, Жюльеном Доре и другими исполнителями.
7 марта 2011 года группа выпустила дебютный альбом Crack My Bones на независимом лейбле Green United Music. Диск содержит десять треков, девять из которых записаны при участии французских и международных исполнителей, таких как Esser, Wave Machines, Primary 1, Антонен Тернан (из группы The Bewitched Hands) и CocknBullKid. Он провёл восемь недель в хит-параде Франции, где достиг 62-го места, и был номинирован на премию Prix Constantin, а также вошёл в десятку лучших альбомов года по версии журнала Les Inrockuptibles. В поддержку релиза вышли синглы «Stay the Same» и «People Movin». Видеоклип на песню «Cover Your Eyes» (режиссёрская команда — We are from L.A.) был награждён призом за инновации на церемонии UK Music Video Awards. Билеты на концерт The Shoes в «Ла Сигаль» 9 ноября того же года были полностью распроданы.
В начале 2012 года The Shoes выпустили «Time to Dance», третий сингл с дебютной пластинки, который стал первой работой дуэта, вошедшей в песенный чарт Франции; там он занял 31-е место. Британский режиссёр Дэниел Вольф снял видеосопровождение к этой композиции, а Джейк Джилленхол исполнил главную роль в клипе, сыграв жестокого маньяка, который убивал танцующих людей. В марте свет увидел совместный сингл дуэта с группой ALB под названием «Golden Chains». The Shoes выступили в концертном зале «Олимпия» 13 июня того же года.

## Дискография

### Студийные альбомы
- Scandal! (2009)[12]
- Crack My Bones (2011)
- Chemicals (2015)

### Синглы и мини-альбомы
- «Knock Out» (2008)
- «Ho Lord» / «People Movin’» [vs Primary 1] (2009)[13]
- Stade de Reims 1978 (2009)
- «People Movin» [feat Primary 1] (2009)
- Let’s Go (2009)[12]
- «Stay the Same» (2010)
- «Wastin’ Time» (2011)
- «Time to Dance» (2012)[14]

## Видеоклипы
| Год  | Название          | Режиссёр         |
| ---- | ----------------- | ---------------- |
| 2009 | «People Movin»    | Венди Морган     |
| 2011 | «Stay the Same»   | Дэниел Вольф     |
| 2011 | «Cover Your Eyes» | We are from L.A. |
| 2011 | «Wastin’ Time»    | Йоанн Лемуан     |
| 2012 | «Time to Dance»   | Дэниел Вольф     |